# Анфиногенов, Леонид Николаевич
Леонид Николаевич Анфиногенов (1932 — 1982) — советский борец классического стиля, чемпион и призёр чемпионатов СССР, победитель Всемирных студенческих игр 1954 года и Фестиваля молодёжи и студентов 1955 года, мастер спорта СССР международного класса (1967).

## Биография
Увлёкся борьбой в 1947 году. В 1952 году выполнил норматив мастера спорта СССР. Участвовал в 12 чемпионатах СССР. Выступал в средней весовой категории (до 79 кг). Его тренерами были В. А. Люляков и А. П. Соловьёв.

## Спортивные результаты
- Чемпионат СССР по классической борьбе 1953 года — ;
- Чемпионат СССР по классической борьбе 1955 года — ;
- Чемпионат СССР по классической борьбе 1961 года — ;
- Классическая борьба на летней Спартакиаде народов СССР 1963 года — ;